# Univerzitní teze
Univerzitní teze je písemné ohlášení veřejné disputace tezí studenta či bakaláře k obhajobě prvního nebo závěrečného stupně studia (filozofického, teologického, medicínského či právnického) na univerzitě.

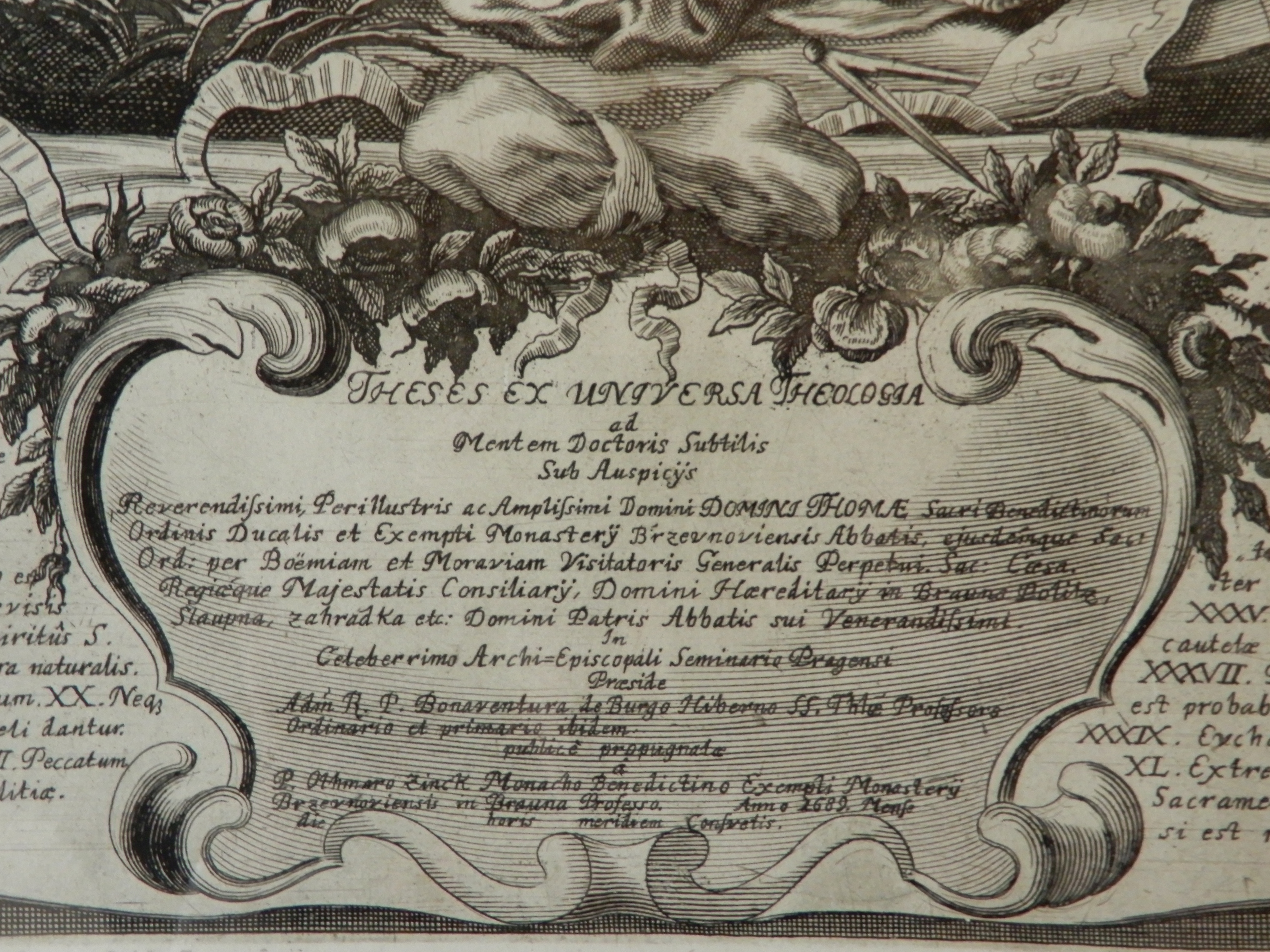
Parergon (popisek) univerzitní teze břevnovského opata Tomáše Sartoria, Praha 1668

## Historie
Ve středověku byly univerzitní teze psány ručně, od 16. století se začaly šířit tiskem. Mohly být svitkem nebo mít knižní formu, často graficky dekorativně vypravenou, například rozměrnými ozdobnými iniciálami, u knih s celostranným frontispisem.
V 17. a 18. století se vžila forma úvodních jednostranných grafických listů velkých rozměrů (A3, A2, A1), na kterých obrazová plocha zcela zatlačila do pozadí původní věcné sdělení, jež je umístěno jen do kartuše s popiskami, tzv. parergonu. V ní jsou vyjmenovány teze, které budou obhajovány a účastníci obhajoby, počínaje autorem, přes jeho učitele, nejméně dva oponenty (učence z příslušného oboru) a dobrodince, kteří budou disputaci přítomni, dále je uvedeno místo a datum obhajoby. Častá bývá podobizna uchazeče, panovníka či uchazečova dobrodince. Pro výtvarné provedení grafických listů tezí byly zejména ve šlechtických kruzích v době baroka angažování renomovaní umělci. Toto období bylo zlatou érou univerzitních tezí.

## Výtvarné provedení
Autorem původní - originální předlohy s epickým, někdy alegorickým výjevem, byl často malíř. Tento návrhář se označoval inventor a pod grafickým listem bylo u jeho signatury uvedeno invenit (navrhl) nebo jen zkratka inv.. Provedení bylo svěřeno grafikovi - rytci, který se označoval sculptor (sochař) nebo delineator (kreslíř). Jeho jméno je pod grafickým listem vpravo a za ním zkratka sculps. nebo delin. Někdy je ještě přidáno místo provedení, rovněž v latinském jazyce. Rytina se prováděla jako lept, mědiryt, mezzotinta nebo tečkovací technika. Existovaly dokonce grafické dílny specializované na tisk univerzitních tezí. Tisklo se v počtu 5-50 kusů na ručním papíře nebo na hedvábí, oblíbené barvy hedvábí byly neapolská žluť nebo tmavá modř. Méně movití uchazeči volili reprodukce obrazů významných italských, vlámských, francouzských či německých malířů.

## Centra a mistři
K nejvýznamnějším centrům tvorby univerzitních tezí patřily
- v Evropě: Paříž, Antverpy, Lutych, Augsburg, Innsbruck, Vídeň
- v českých zemích Praha a Olomouc.

Mistři (výběr):
- Melchior Küsel
- Jan Jakub Stevens ze Steinfelsu
- Johann van Vesterhout
- Karel Škréta
- Jan Jiří Heinsch
- Michael Heinrich Rentz
- Jan Kašpar Dooms
- Antonín Birkhardt
- Jan Josef Dietzler

## Zveřejnění
Teze byly před konáním disputace vyvěšovány na veřejná prostranství nebo rozesílány vlivným osobám.

## Sbírky
- Národní knihovna České republiky
- Národní galerie v Praze
- Národní muzeum
- Strahovská knihovna
- Univerzita Palackého v Olomouci